# سورييا ساينغميو
سورييا ساينغميو (بالتايلندية: สุริยา สิงห์มุ้ย) (4 يوليو 1995 بسونغكلا في تايلاند - ) هو لاعب كرة قدم تايلندي في مركز الظهير. شارك مع منتخب تايلاند لكرة القدم. أما مع النوادي، فقد لعب مع نادي بوليس تيرو ونادي موانغتونغ يونايتد وNakhon Nayok F.C. ‏.

## روابط خارجية
- سورييا ساينغميو على موقع قاعدة بيانات كرة القدم.إي يو (الإنجليزية)
- سورييا ساينغميو على موقع ناشيونال فوتبول تيمز (الإنجليزية)
- سورييا ساينغميو على موقع Soccerway.com (الإنجليزية)
- سورييا ساينغميو على موقع عالم كرة القدم.نت (الإنجليزية)